# Wielewaalvink
De wielewaalvink (Linurgus olivaceus) is een zangvogel uit de familie Fringillidae (vinkachtigen).

## Verspreiding en leefgebied
Deze soort telt 4 ondersoorten:
- L. o. olivaceus: zuidoostelijk Nigeria, westelijk Kameroen en het eiland Bioko.
- L. o. prigoginei: oostelijk Congo-Kinshasa, zuidwestelijk Oeganda, westelijk Rwanda en westelijk Burundi.
- L. o. elgonensis: zuidoostelijk Soedan, oostelijk Oeganda en westelijk en centraal Kenia.
- L. o. kilimensis: zuidelijk Kenia, Tanzania en noordelijk Malawi.